# Louis Delaunoij
Louis Albert Armand Etienne Delaunoij (Amsterdam, 3 maart 1879 – Bussum, 29 oktober 1947) was een Nederlands schermer en militair. Hij nam eenmaal deel aan de Olympische Spelen en won bij die gelegenheid één medaille.
Delaunoij nam deel aan de Olympische Zomerspelen in 1920 en won met het Nederlands team een bronzen medaille op het onderdeel sabel.